# 梨山文物陳列館
梨山文物陳列館位於臺中市和平區，座落於梨山前往福壽山農場的途中，是一間展覽台中地方文化的博物館。

## 介紹
梨山文物陳列館為參山國家風景區的景點。梨山位於中橫公路及其宜蘭支線的交會點，原為泰雅族的聚居地，為了使民眾了解梨山的發展歷史，梨山文物陳列館於1971年7月7日建館。館內主要分為四個展區，一樓為「橫貫公路開發史紀念館」和「中橫地質地形館」，分別記載開鑿中部橫貫公路的歷史與英雄事蹟以及展示太魯閣至谷關一帶的動植物生態和地形地貌；二樓則為泰雅族傳統文化、建築展示區。
陳列館外有兩門日本大砲是從霧社移至此處，原為霧社事件後，日軍用以監控及威嚇原住民之用。

## 交通
從台中出發可搭乘豐原客運前往梨山；花蓮可搭乘花蓮客運；宜蘭地區可搭乘國光客運從宜蘭、羅東前往。

## 圖片

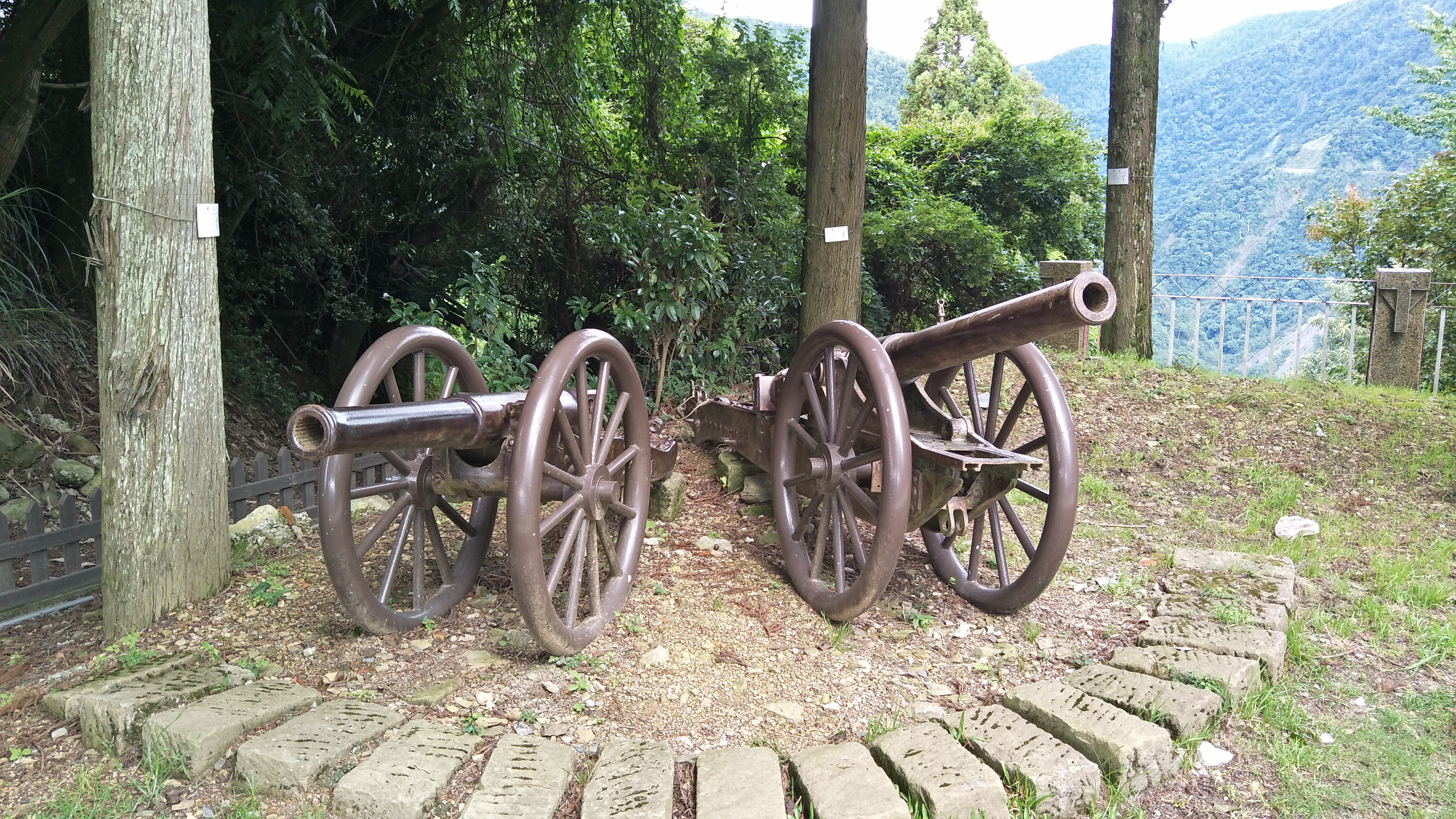
日治時期日軍遺留大砲
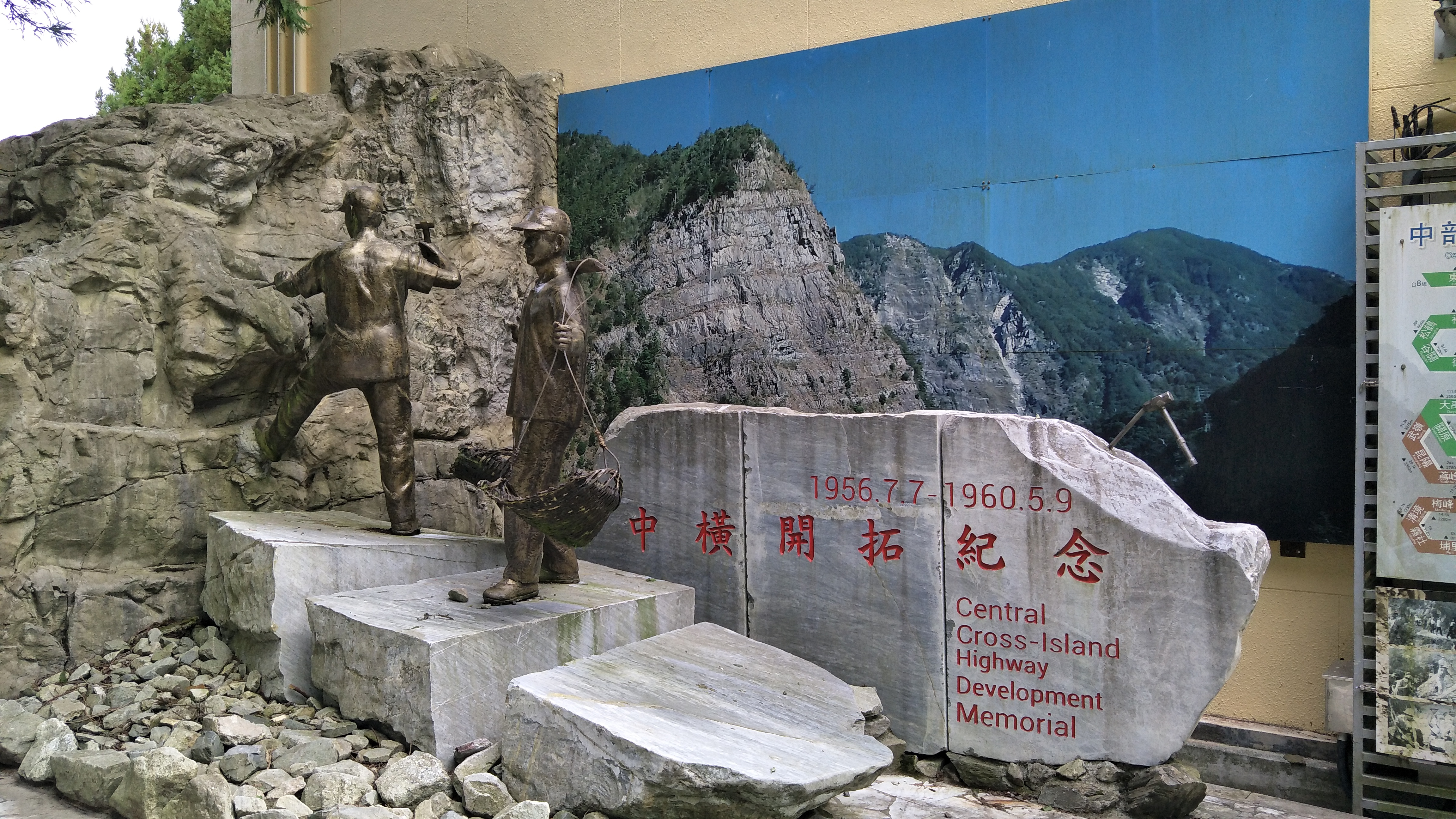
中橫開拓紀念碑
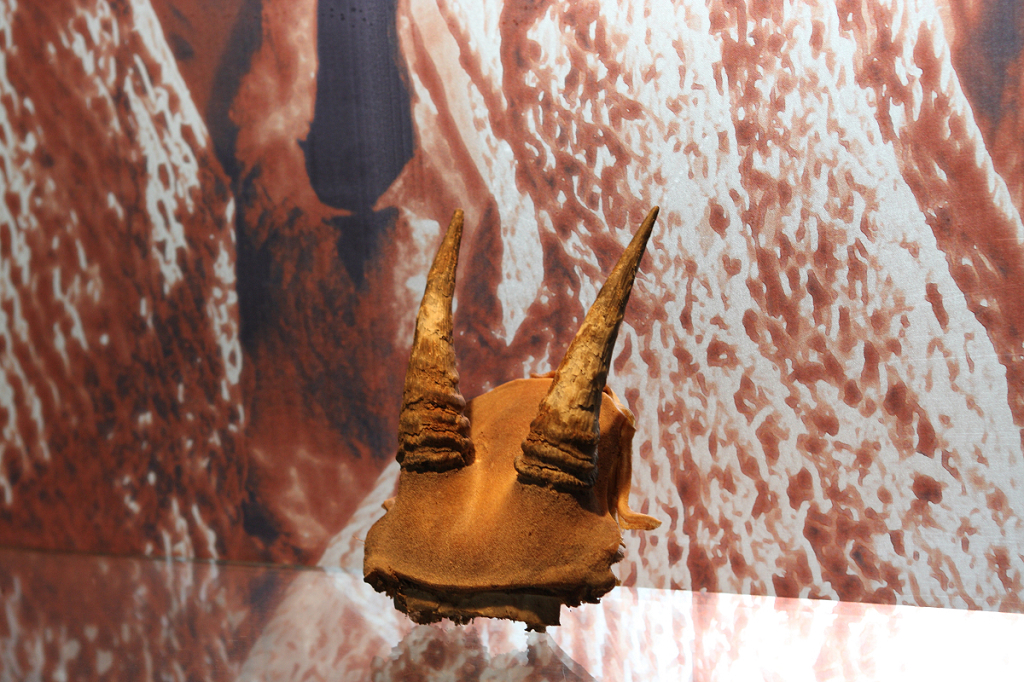
泰雅族男性頭飾
泰雅族傳統建築半穴居

## 外部連結
- 官方网站